# MiKyle McIntosh
MiKyle Mervyn McIntosh (Toronto, Ontario, 19 de julio de 1994) es un baloncestista canadiense que actualmente se encuentra sin equipo. Con 2,01 metros de estatura, juega en la posición de escolta.

## Trayectoria deportiva

### Universidad
Jugó tres temporadas con los Redbirds de la Universidad Estatal de Illinois, en las que promedió 9,5 puntos, 4,8 rebotes y 1,4 asistencias por partido. En 2017 fue incluido en el segundo mejor quinteto de la Missouri Valley Conference.
Después de la temporada, McIntosh aprovechó la regla de transferencia de graduados de la NCAA para pasar a otro programa sin quedarse fuera una temporada. Eligió los Ducks de la Universidad de Oregón, donde jugó una última temporada en la que promedió 11,8 puntos y 6,1 rebotes por encuentro.

### Profesional
Tras no ser elegido en el Draft de la NBA de 2018, disputó las Ligas de Verano de la NBA con los Portland Trail Blazers, con los que jugó cinco partidos en los que apenas tuvo minutos de juego. El 18 de agosto firmó su primer contrato profesional con los Anyang KGC de la KBL coreana, Disputó 18 partidos como titular, promediando 17,4 puntos y 7,6 rebotes.
En diciembre de 2018 regresó a los Wisconsin Herd de la G League, que tenía sus derechos, los cuales lo traspasaron a los Raptors 905.